# Fajsal asz-Szabi
Fajsal Abd al-Latif asz-Szabi (arab. ‏فيصل عبد الطيف الشعبي‎; ur. 1937, zm. prawdopodobnie 3 sierpnia 1970) – polityk południowojemeński. Członek antybrytyjskiego Frontu Wyzwolenia Narodowego. Pierwszy premier Jemenu Południowego od 6 kwietnia do 22 czerwca 1969 roku.
Był jednym ze współtwórców Narodowego Frontu Wyzwolenia, części arabskiego ruchu wyzwoleńczego. Pracował w ministerstwie handlu i przemysłu, zasiadał następnie w kilku gabinetach. Został mianowany na stanowisko premiera przez prezydenta Kahtana Muhammada asz-Szabiego, który był jego krewnym. Stanowisko utracił wskutek bezkrwawego zamachu stanu, po którym dostał się do niewoli. Miał zginąć prawdopodobnie 3 sierpnia 1970 podczas próby ucieczki.